# Bad Lausick
Bad Lausick è una città di 8 191 abitanti della Sassonia, in Germania.
Appartiene al circondario (Landkreis) di Lipsia (targa L) ed è parte della comunità amministrativa (Verwaltungsgemeinschaft) di Bad Lausick.